# نب آمون
     لشخصية أخرى تحمل اسم نب آمون، طالع نب آمون (وزير).
نيب آمون كان كاتبًا ومحاسب غلال ذو رتبة متوسطة خلال المملكة الحديثة في مصر القديمة. يعتقد أنه عاش ق. 1350 ق. م. وعمل في مجمع المعابد الكبير بالقرب من طيبة (الآن الأقصر) حيث كان يُعْبَد إله الدولة آمون. تُرجم اسمه إلى «ربي آمون»، عمله بالمعبد، بجانب أهمية إمدادات الحبوب لمصر، تعني أنه شغل وظيفة هامة، وإن لم تكن عالية الرتبة.
عُرف نيب آمون اليوم بعد اكتشاف مقبرة نيب آمون الغنية بالزخارف عام 1820 على الضفة الغربية لنهر النيل في طيبة. بالرغم من ضياع الموقع الدقيق لهذا القبر الآن، إلا أن المتحف البريطاني تحصل على عدد من جداريات المقبرة . وتعتبر من أعظم كنوز ذلك المتحف.

## معرض صور

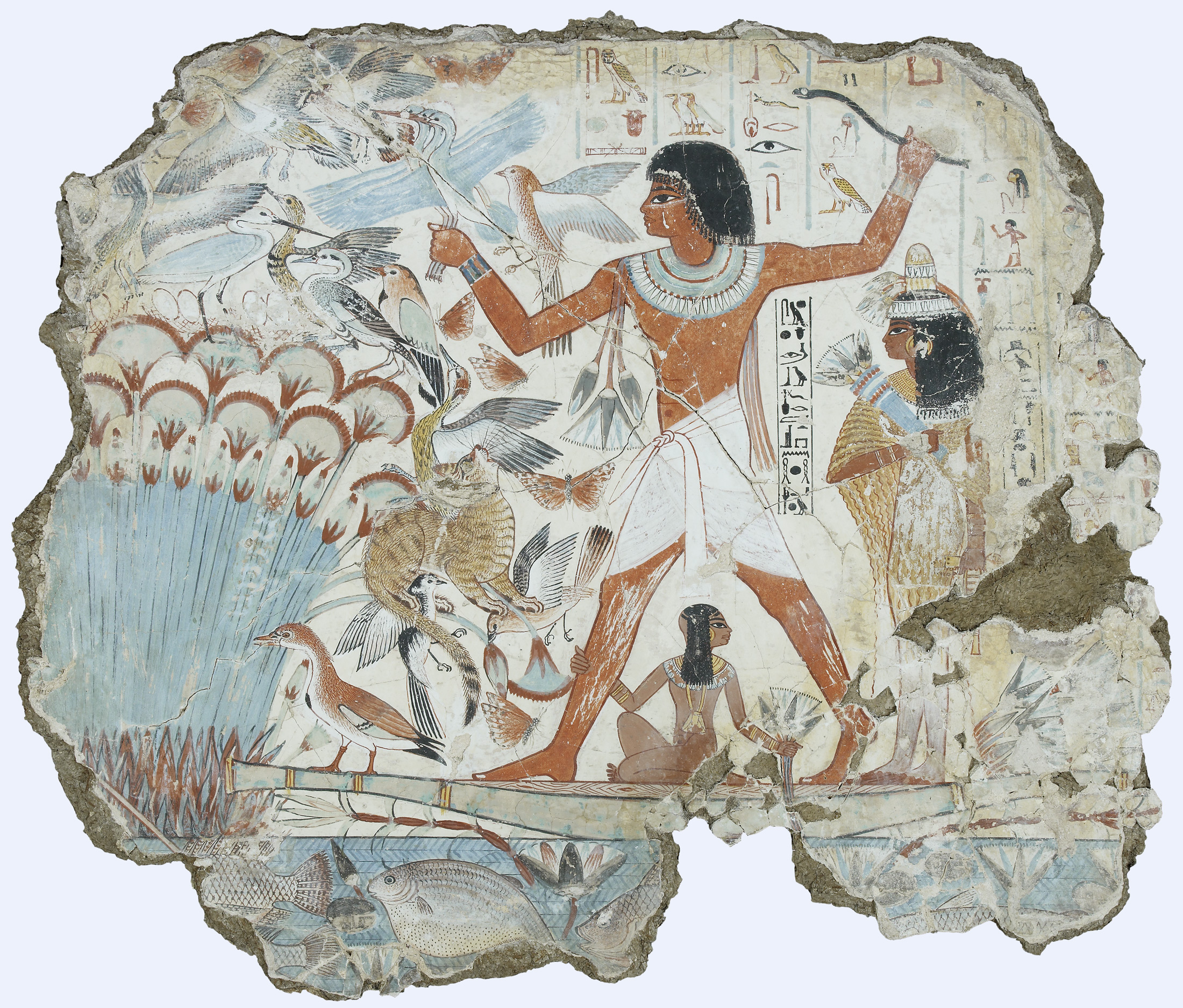
مشهد الطيور
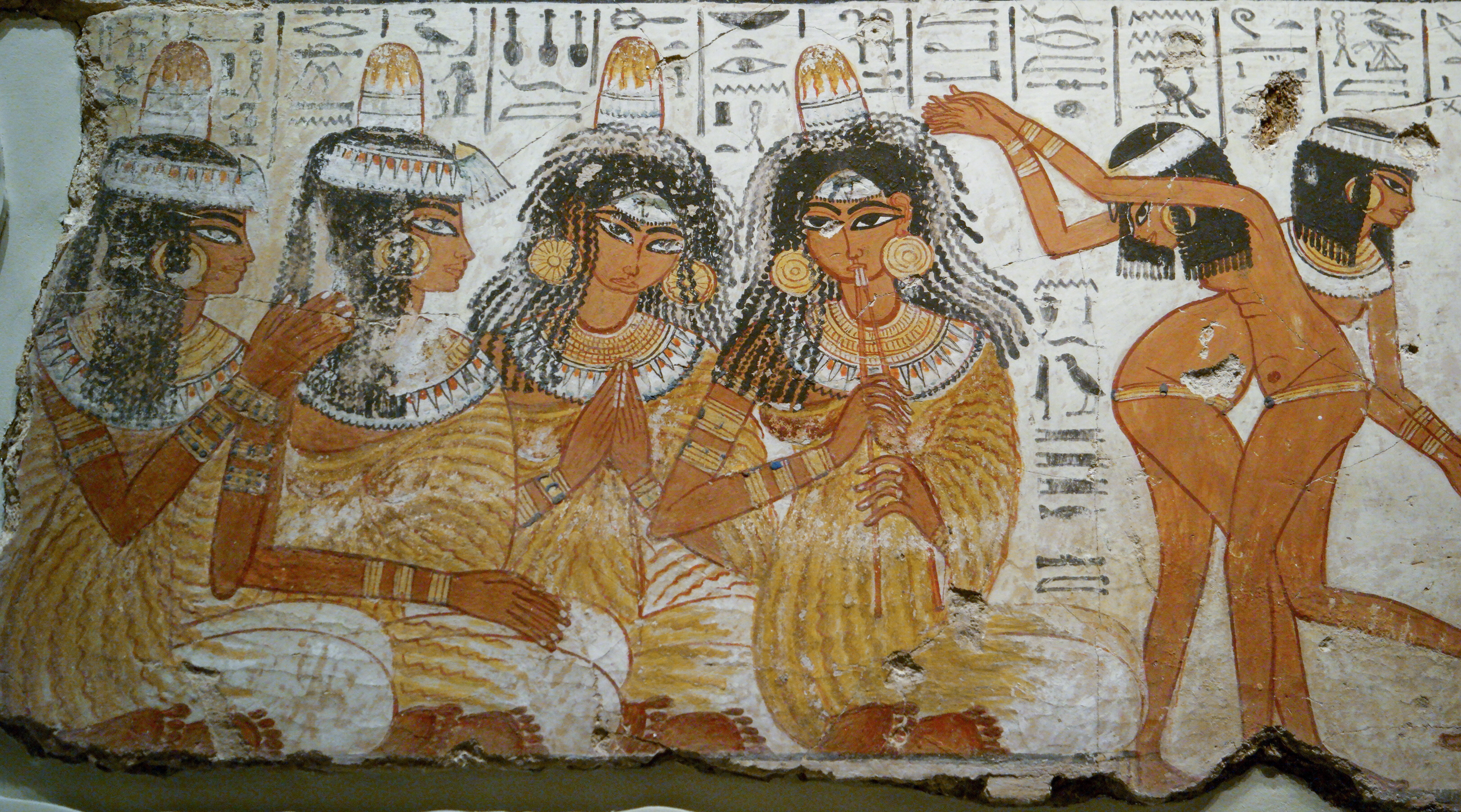
الراقصات والعازفات
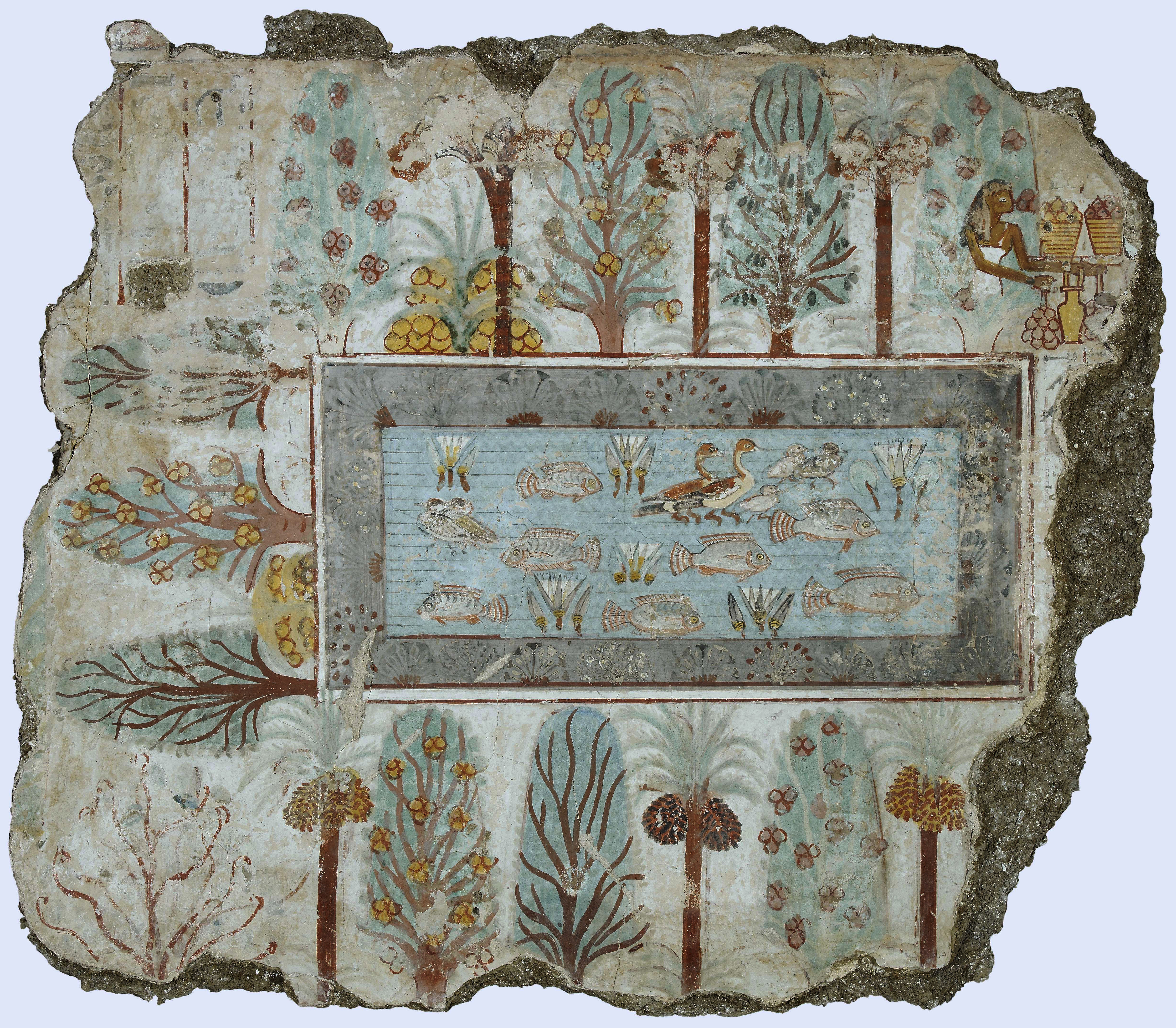
بركة في حديقة من مقبرة نيب آمون، طيبة
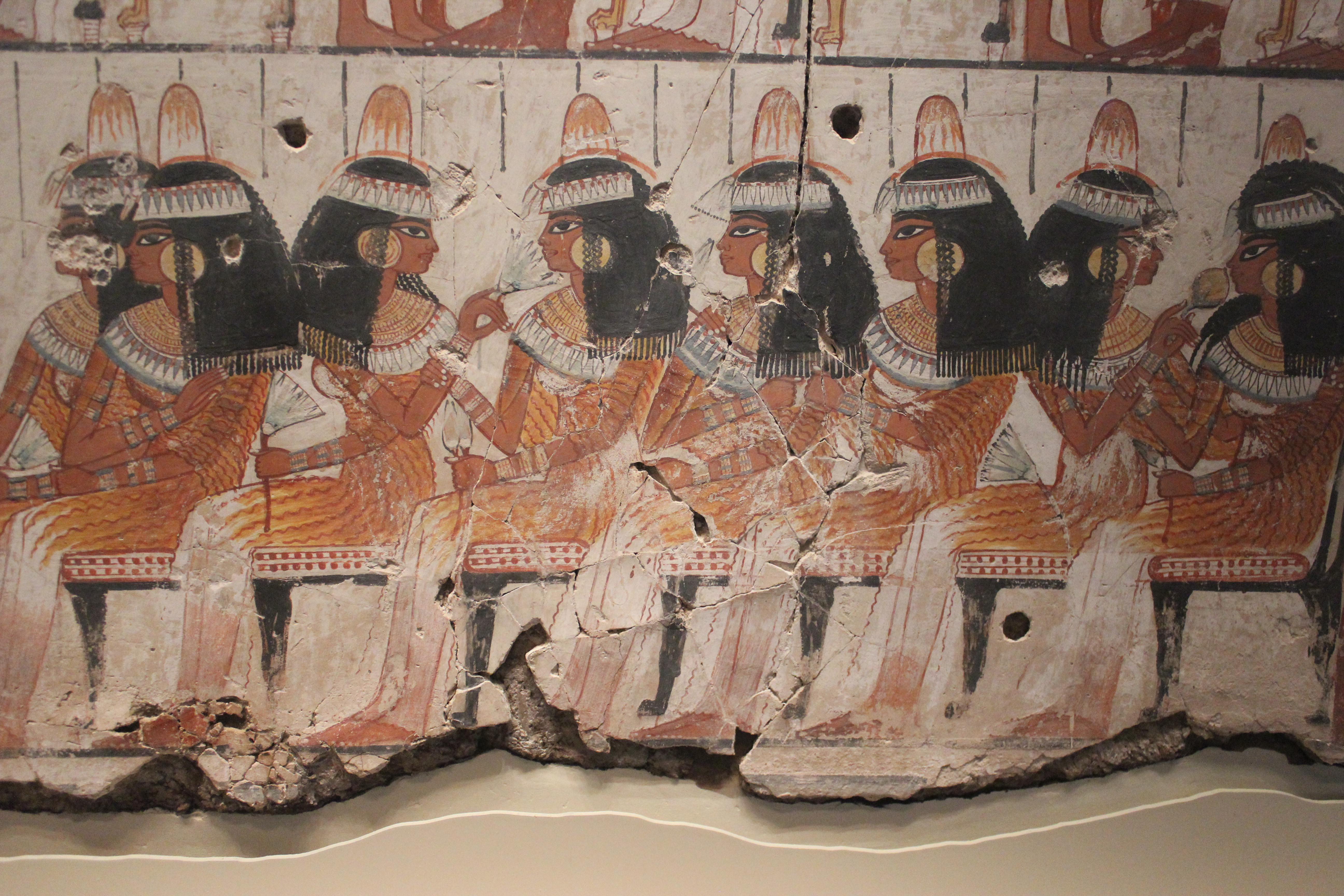
مأدبة من مقبرة نب آمون، طيبة